# Хиркаси (Моргауський район)
Хирка́си (рос. Хыркасы, чув. Хыркасси) — присілок у Чувашії Російської Федерації, у складі Ільїнського сільського поселення Моргауського району.
Населення — 65 осіб (2010; 85 в 2002, 121 в 1979; 140 в 1939, 105 в 1926, 103 в 1906, 76 1858). Національний склад — чуваші, росіяни.

## Історія
Історична назва — Хіркаси. Утворився як околоток присілку Шешкар-Сундир-Перший (нині не існує). До 1866 року селяни мали статус державних, займались землеробством, тваринництвом, ковальством, виробництвом взуття, тканин. У кінці 19 століття діяла винна лавка. 1878 року відкрито земське училище. 1931 року утворено колгосп «Червоний маяк». До 1920 року присілок перебував у складі Татаркасинської волості Козьмодемьянського, до 1927 року — у складі Чебоксарського повіту. 1927 року присілок переданий до складу Татаркасинського району, 1939 року — до складу Сундирського, 1962 року — до складу Чебоксарського, 1964 року — до складу Моргауського району.

## Господарство
У присілку працює магазин.